# Antigoni Roumpesi
Antigoni Roumpesi (in greco Αντιγόνη Ρουμπέση?; 19 luglio 1983) è una pallanuotista greca, vincitrice di una medaglia d'oro con la nazionale greca alla world league di Kirishi del 2005 e di due medaglie d'argento ai giochi olimpici di Atene 2004 e agli europei di Eindhoven del 2012.